# Bernardo del Rincón

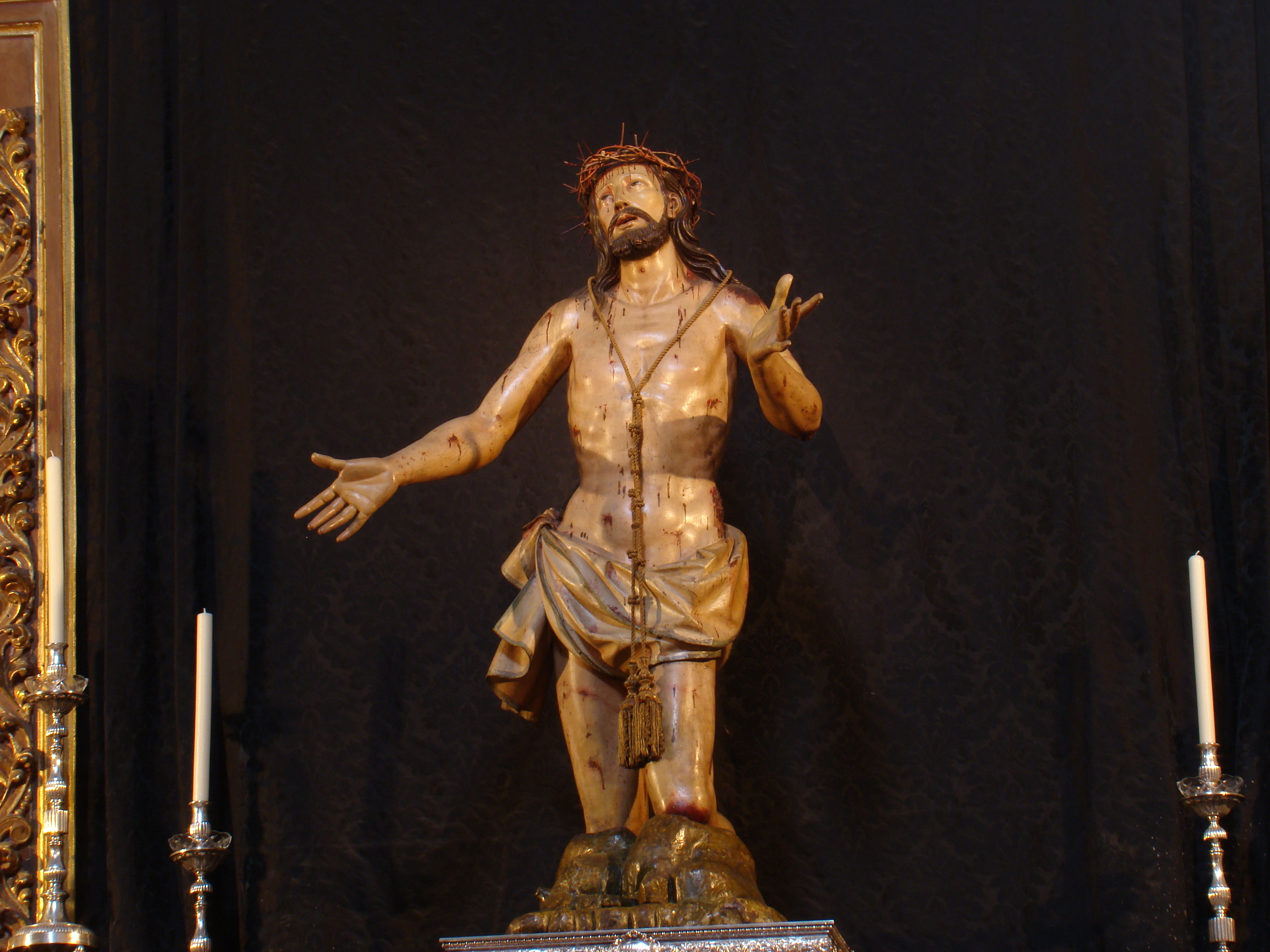
Cristo del Perdón (1656)

Bernardo del Rincón (1621-1660) fue un escultor vallisoletano del periodo barroco, hijo y nieto de escultores.

## Biografía
Nieto de Francisco del Rincón e hijo de Manuel Rincón, escultor que trabajó en el taller de Gregorio Fernández, se conocen pocos datos de su vida y de su obra. 
Es conocido por ser el autor del Cristo del Perdón (1656), encargado por la Cofradía de la Pasión, y que se encuentra actualmente en el Convento de San Quirce y Santa Julita (Valladolid).
Esta obra, en la que colaboró con el pintor Diego Valentín Díaz, es similar al Cristo del Perdón, hoy desaparecido, realizado por Manuel Pereira unos años antes para el convento dominico del Rosario en Madrid, si bien a diferencia de aquel, que aparecía arrodillado sobre un globo terráqueo en el que estaban pintados Adán y Eva, simbolizando a Cristo redentor, el de Rincón está concebido como un paso procesional: muestra a Cristo tras ser azotado, arrodillado sobre una roca, implorando el perdón para sus verdugos.
También se le atribuyen la escultura de San Francisco y la figura funeraria de Don Francisco Izquierdo ambas en la capilla de este último en la iglesia de Barcial de la Loma.